# Michael Papps
Michael Francis Papps (ur. 20 lipca 1932 w Adelaide, zm. 5 października 2022) – australijski strzelec, olimpijczyk. Brat Petera, również strzelca.

## Biografia
Miał czworo rodzeństwa. Oprócz Michaela i Petera, strzelectwo uprawiała także ich siostra Margaret (uczestniczka mistrzostw świata). Strzelectwem zainteresował się za sprawą swego ojca Leo, właściciela sklepu z bronią palną. Po śmierci ojca przejął prowadzenie sklepu i doprowadził do założenia firmy Frontier Arms, która jest dystrybutorem broni palnej w Australii.
Startował w eliminacjach do igrzysk w Melbourne (1956) w pistolecie szybkostrzelnym z 25 metrów, jednak przegrał nieznacznie z Johnnie Maitlandem. Awansował na dwie kolejne edycje igrzysk olimpijskich (IO 1960, IO 1964). Zajął 31. miejsce na igrzyskach w Rzymie i 19. pozycję na zawodach w Tokio. W latach 1962–1970 uczestniczył w mistrzostwach świata, zajmując m.in. 16. miejsce w pistolecie szybkostrzelnym w 1966 roku (586 punktów).
Papps jest srebrnym medalistą Igrzysk Imperium Brytyjskiego i Wspólnoty Brytyjskiej 1966 w pistolecie szybkostrzelnym (zdobywszy 578 punktów). Wystąpił także w trzech innych konkurencjach, zajmując 8. miejsce w pistolecie centralnego zapłonu, 9. miejsce w pistolecie dowolnym z 50 metrów, oraz 22. pozycję w karabinie małokalibrowym leżąc z 50 metrów.
W latach 1956–1977 był 15-krotnym mistrzem Australii. W krajowych mistrzostwach brał udział przez 48 lat.

## Wyniki olimpijskie
| Igrzyska | Konkurencja                   | Wynik              | Miejsce | Źródło |
| -------- | ----------------------------- | ------------------ | ------- | ------ |
| IO 1960  | Pistolet szybkostrzelny, 25 m | 569 pkt. (286-283) | 31      | [ 4 ]  |
| IO 1964  | Pistolet szybkostrzelny, 25 m | 582 pkt. (291-291) | 19      | [ 5 ]  |